# Devendra Banhart
Devendra Banhart (født 30. maj 1981) er en venezuelansk/amerikansk singer/songwriter.

## Diskografi
- The Charles C. Leary (Hinah, 2002)
- Oh Me Oh My...The Way The Day Goes By, The Sun Is Setting, And Dogs And Dogs And Dogs Are Dreaming, Love Songs Of The Christmas Spirit (Young God, 2002)
- The Black Babies (UK EP) (Young God, 2003)
- Rejoicing in the Hands (Young God, 2004)
- Niño Rojo (Young God, 2004)
- Cripple Crow (XL Recordings, 2005)
- Smokey Rolls Down Thunder Canyon (XL Recordings, 2007)
- What Will We Be (Reprice Records, 2009)
- Mala (Nonesuch Records, 2013)

## Ekstern henvisning
- Wikimedia Commons har flere filer relateret til Devendra Banhart
- Young God Records Arkiveret 24. februar 2007 hos  Wayback Machine (på engelsk)